# Старооскольский округ
Старооско́льский о́круг — административно-территориальная единица, входившая в состав Центрально-Чернозёмной области РСФСР в 1929—1930 гг. Административным центром округа был город Старый Оскол.

## История
14 мая 1928 года ВЦИК и СНК РСФСР приняли постановление об образовании на территории бывших Воронежской, Курской, Орловской и Тамбовской губерний Центрально-Чернозёмной области (ЦЧО) с центром в городе Воронеже. Первоначально область была разделена на 11 округов и 178 районов.
18 сентября 1929 года был создан Старооскольский округ, состоявший из 13 районов. 8 районов отошли от упразднённого Воронежского округа, 3 - от Острогожского округа и по 1 району от Курского и Белгородского округов. 
В 1930 году существование округов было признано нецелесообразным и 23 июля 1930 года по постановлению ЦИК и СНК СССР окружное деление было упразднено. Старооскольский округ был ликвидирован, входившие в него районы стали подчиняться непосредственно областному центру ЦЧО.

## Состав округа
- Боброво-Дворский район
- Великомихайловский район (отошёл от Острогожского округа)
- Горшеченский район
- Землянский район
- Касторенский район
- Нижнедевицкий район
- Новооскольский район (отошёл от Острогожского округа)
- Скороднянский район (отошёл от Белгородского округа)
- Советский район (отошёл от Курского округа)
- Старооскольский район
- Чернянский район (отошёл от Острогожского округа)
- Шаталовский район
- Ястребовский район